# Dendrophidion percarinatum
Dendrophidion percarinatum là một loài rắn trong họ Rắn nước. Loài này được Cope mô tả khoa học đầu tiên năm 1893.

## Hình ảnh

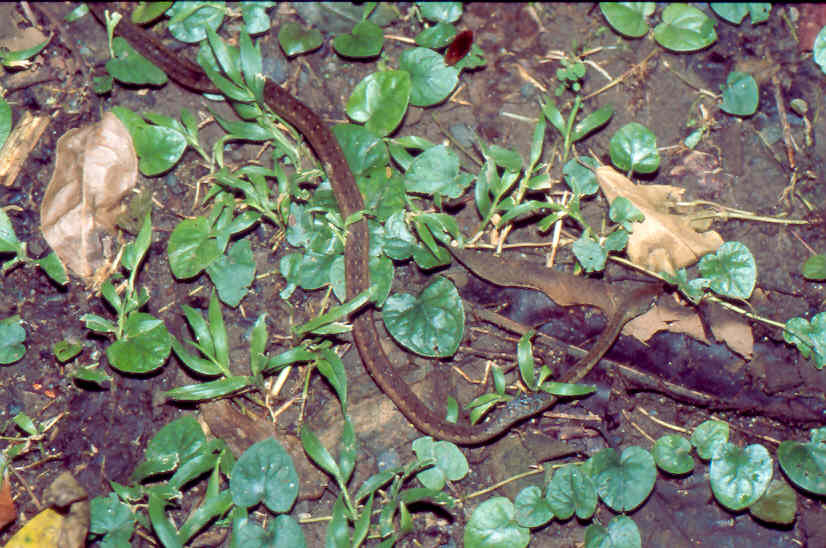